# Edrington Group

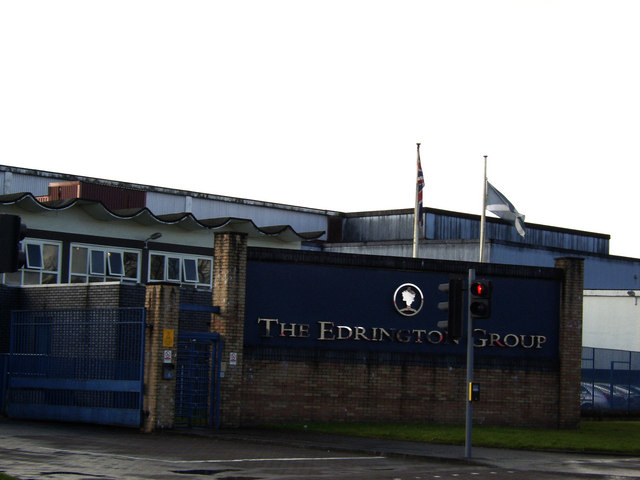
Brennerei der Edrington-Gruppe, Hersteller der Whiskys Famous Grouse und Highland Park. Diese Brennerei erstreckt sich direkt hinter dem Great Western Retail Park und hat einen Eingang an der Great Western Road sowie diesen Eingang in Drumchapel.

The Edrington Group Ltd. ist ein 1961 gegründetes internationales Spirituosenunternehmen in Privatbesitz mit Sitz in Glasgow, Schottland. Edrington beschäftigt weltweit in eigenem Unternehmen und Joint Ventures über 3500 Mitarbeiter und machte im Jahr bis März 2019 einen Gewinn von 91,6 Millionen Pfund bei Einnahmen von 680 Millionen Pfund bei ihren Markenprodukten. Hierzu gehörend unter anderem die Single Malts The Macallan, Highland Park, The Glenrothes, Naked Malt. The Famous Grouse wurde 2024 an William Grant & Sons verkauft. The Famous Grouse ist seit 1980 der meistverkaufte Blended Whisky Schottlands. Zum Spirituosenportfolio gehören auch Noble Oak Bourbon aus Independence, Kentucky, und Brugal, ein führender Rum aus der Karibik. Außerdem besitzt das Unternehmen Anteile an Wyoming Whiskey, und No.3 London Dry Gin. Der weltweit drittgrößte Spiritousenkonzern, die japanische Suntory Holding, hält seit 2020 eine 10%-Minderheitsbeteiligung an der Edrington-Group.

## Geschichte

### 1861: Gründung von Robertson & Baxter
William A. Robertson begann 1850 in Glasgow als selbständiger Whiskey-Blender und Händler und gründete 1861 Robertson & Baxter. Im Jahr 1885 beteiligte sich das Unternehmen an der North British Distillery Company. Im Jahr 1887 wurde das Unternehmen Teil einer Gruppe, die Highland Distillers gründete, wobei William Robertson als erster Vorsitzender fungierte. Als William Robertson 1893 starb, wurde sein ältester Sohn James Vorsitzender.

### 1961: Gründung von Edrington und The Robertson Trust
Die Robertson-Schwestern (Elspeth, Agnes und Ethel) erbten die von ihrem Großvater und Vater gegründeten und aufgebauten schottischen Whiskybrennereien. In dem Bestreben, die Unabhängigkeit des Unternehmens und das Wohlergehen seiner Mitarbeiter zu sichern und die Tradition der Unterstützung guter Zwecke in Schottland fortzusetzen, gründeten die Schwestern 1961 die Edrington Group (benannt nach einem Bauernhof in der Nähe ihrer Heimat in den Scottish Borders), um ihre Geschäftsinteressen zu bündeln. Gleichzeitig gründeten sie den Robertson Trust, eine nach schottischem Recht eingetragene Wohltätigkeitsorganisation, die alle stimmberechtigten Aktien von Edrington besitzt. Der Robertson Trust ist heute die größte unabhängige gemeinnützige Stiftung Schottlands und finanziert sich aus den Dividendenerträgen seiner Anteile an Edrington.
Bis 2022 hatte der Trust seit seiner Gründung mehr als 322 Millionen Pfund an Wohltätigkeitsorganisationen in Schottland gespendet und junge Menschen aus sozial schwachen Verhältnissen, die eine höhere Ausbildung absolvieren, finanziell unterstützt.
1999 erwarb Edrington Highland Distillieres im Rahmen einer Partnerschaft mit William Grant & Sons, die eine Minderheitsbeteiligung erwarben.

### 21. Jahrhundert
Bei den Neujahrsehrungen 2008 Queen Elizabeths ll.wurde der ehemalige Vorsitzende John James Griffin Good für seine Verdienste um Schottland" zum Knight Bachelor ernannt.
Seit 2008 hat Edrington die Internationalität seines Geschäfts durch den Erwerb von Marken und Vertriebsgesellschaften in wichtigen Märkten erhöht. Die Marken des Unternehmens werden weltweit über ein Netzwerk aus eigenen Unternehmen, Joint-Venture-Unternehmen und Drittanbietern vertrieben.
Im Februar 2008 erwarb das Unternehmen eine Mehrheitsbeteiligung an Brugal in der Dominikanischen Republik, dem führenden Rum der Karibik.
Im April 2010 erwarb Edrington die Blended-Scotch-Whisky-Marke Cutty Sark vom langjährigen Handelspartner Berry Bros. & Rudd.
2014 verlegte Edrington seine Asien-Zentrale von Hongkong nach Singapur und schuf ein neues regionales Zentrum für Asien – Edrington Asia Pacific.
Im April 2014 beendete Edrington seine Zusammenarbeit mit Rémy Cointreau in den Vereinigten Staaten und gründete seine eigene Vertriebsgesellschaft – Edrington Americas
Im Jahr 2015 wurde Edrington Global Travel Retail gegründet. Sie hat ihren Sitz in der Asien-Pazifik-Zentrale des Unternehmens in Singapur.
Im Jahr 2016 erwarb Edrington eine Minderheitsbeteiligung an Tequila Partida. Diese Beteiligung wurde 2021 an Lucas Bols verkauft.
Im Jahr 2018 übernahm Edrington Americas eine  20% Beteiligung an Wyoming Whiskey, einem amerikanischen Whiskey, die 2023 auf 80% aufgestockt wurde.
Im Jahr 2018 verkaufte Edrington Cutty Sark an La Martiniquaise, eine Spirituosenfirma in Privatbesitz.
2020 hat der japanische Getränkekonzern Suntory 10% Anteile an Edrington gekauft. Zwischen beiden Unternehmen besteht schon seit langer Zeit eine Zusammenarbeit bei der Distribution.

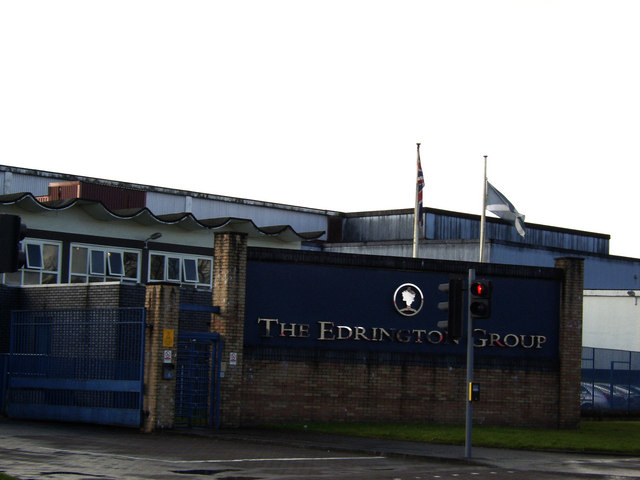
Verwaltungssitz The Edrington Group, Glasgow

Im März 2019 verkaufte Edrington 95 % der Glenturret-Destillerie an die Schweizer Lalique-Gruppe, wobei die restlichen Anteile von privaten Investoren gehalten werden.